# Monastero di Alaverdi
Il monastero di Alaverdi è un monastero ortodosso georgiano situato a 25 km da Akhmeta, nella regione della Cachezia nella Georgia orientale. Parti dell'antico monastero risalgono al VI secolo. L'attuale cattedrale risale all'XI secolo.
Il monastero fu fondato dal monaco siriaco Giuseppe di Alaverdi (Yoseb, Amba), uno dei Tredici Padri Assiri della chiesa georgiana.
Prima di allora Alaverdi ospitava un centro di culto pagano dedicato alla Luna. All'inizio dell'XI secolo Kvirike III il Grande, re della Cachezia, costruì una cattedrale, oggi conosciuta come Cattedrale di Alaverdi, al posto di una piccola chiesa dedicata a San Giorgio. Con un'altezza di oltre 55 metri, la Cattedrale di Alaverdi è il secondo più alto edificio religioso della Georgia, dopo la recente costruzione della nuova cattedrale di Tbilisi.
Sepolture
- Ketevan di Cachezia
- Teimuraz I di Cachezia

## Festa di Alaverdoba

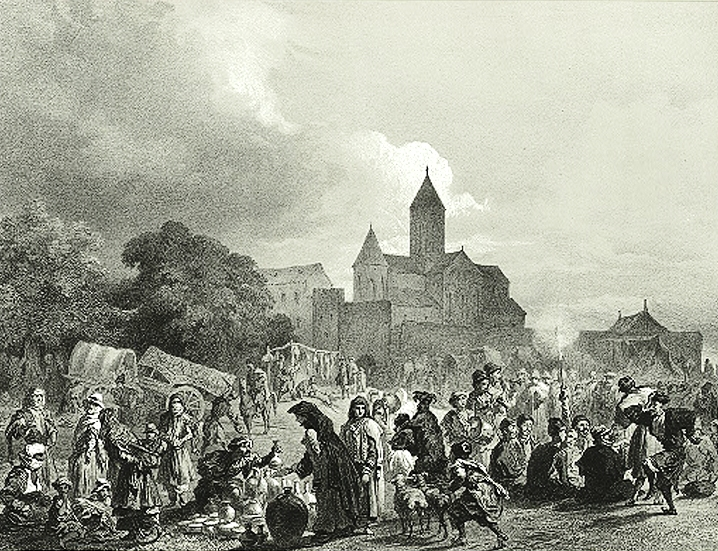
Alaverdoba di Grigorij Grigor'evič Gagarin (1847)

Alaverdi è il fulcro di una celebrazione religiosa e popolare annuale che ha le sue radici in una festa del raccolto, detta Alaverdoba.  La festa dura diversi giorni, culminando il 28 settembre. In origine essa durava tre settimane suddivisa in tre fasi, riflettendo culti precristiani legati alla Luna. Nel XIX secolo, alla festa si aggiunse una tradizione di fiera agricola. Nel 1962 il regista Giorgi Shengelaya diresse un film dal titolo Alaverdoba dedicato a tale evento.
La festa è sopravvissuta durante il periodo sovietico ed è ancora ampiamente celebrata dalla gente del posto e dai visitatori delle comunità vicine.